# 103 (nombre)
« Cent trois » redirige ici. Cet article concerne le nombre 103. Pour l'année, voir 103.
103 (cent-trois ou cent trois) est l'entier naturel qui suit 102 et qui précède 104.

## En mathématiques
Cent-trois est :
- le 27e nombre premier. Il forme, avec 101, un couple de nombres premiers jumeaux.
- le 22e nombre premier non brésilien (le suivant est 107).
- un nombre premier cousin avec 107.
- un nombre premier sexy avec 109.
- un nombre heureux.

## Dans d'autres domaines
Cent-trois est aussi :
- Le numéro atomique du lawrencium, un métal de transition.
- le numéro de la sourate Al-Asr dans le Coran ;
- Le numéro de l'amas ouvert M103 dans le catalogue Messier.
- Années historiques : -103, 103.
- Un modèle de cyclomoteur : le Peugeot 103.
- Le « Serment des 103 », en 1972 : lors de la lutte contre le camp militaire du Larzac, les paysans concernés par l’extension du camp décident à l’unanimité de refuser toute vente de terrain à l’armée quelles que soient les conditions d’achat.
- Ligne 103 .